# Recht am eingerichteten und ausgeübten Gewerbebetrieb
Das Recht am eingerichteten und ausgeübten Gewerbebetrieb ist ein von der deutschen Rechtsprechung im Rahmen des § 823 Abs. 1 BGB entwickeltes sonstiges absolutes Recht. Es umfasst alles, was in seiner Gesamtheit den wirtschaftlichen Wert eines Betriebes ausmacht. Dazu gehören zum Beispiel: Bestand, Erscheinungsform, Tätigkeitskreis und Kundenstamm.

## Eingriff in das Recht
In Abgrenzung zu den sonstigen absoluten Rechten handelt es sich um ein sogenanntes Rahmenrecht. Die Rechtswidrigkeit einer Verletzung dieses Rechts muss anhand einer umfassenden Güter- und Interessenabwägung positiv festgestellt werden. Außerdem muss der Eingriff auf den Betrieb bezogen sein. Diese Einschränkungen sind nötig, um den sehr weiten Anwendungsbereich einzugrenzen. Die Rechtswidrigkeit ist insbesondere dann gegeben, wenn das schadensursächliche Verhalten als solches gegen Gebote der gesellschaftlichen Rücksichtnahme verstößt. Die Betriebsbezogenheit ist dann gegeben, wenn ein unmittelbarer Eingriff in den betrieblichen Tätigkeitskreis vorliegt, der sich spezifisch gegen den betrieblichen Organismus oder die unternehmerische Entscheidungsfreiheit richtet und nicht lediglich gegen vom Betrieb lösbare Rechte oder Rechtsgüter.
Nötig ist auch, dass der Eingriff über eine bloße Belästigung oder sozialübliche Behinderung hinausgeht. Ferner ist das Recht am eingerichteten und ausgeübten Gewerbebetrieb als Rahmenrecht immer subsidiär, also nachrangig zu prüfen, wenn keine andere Verletzung eines sonstigen absoluten Rechts in Betracht kommt.
Anerkannte Fallgruppen von Eingriffen in das Recht am eingerichteten und ausgeübten Gewerbebetrieb sind:
- unberechtigte Schutzrechtsverwarnungen;
- Boykott von Geschäften;
- schädigende Werturteile oder Äußerung abträglicher wahrer Tatsachen;
- unverlangte  Zusendung  einer  E-Mail  mit  Werbung.[5]

Nach  Ansicht des Bundesgerichtshofs und des Bundesverwaltungsgerichts erfasst Art. 14 GG auch das Recht am eingerichteten und ausgeübten Gewerbebetrieb. Das Bundesverfassungsgericht hat diese Frage bisher ausdrücklich offen gelassen.